# Frumușeni
Frumușeni (in tedesco Schöndorf) è un comune della Romania di 2 693 abitanti, ubicato nel distretto di Arad, nella regione storica del Banato.
Il comune è formato dall'unione di 2 villaggi: Aluniș e Frumușeni.
L'esistenza di Frumușeni è documentata per la prima volta in atti della fine dell'XI secolo; sono stati tuttavia effettuati, nella località chiamata Dosul Caprei, due ritrovamenti di resti di insediamenti risalenti all'Età del ferro ed un altro di un insediamento probabilmente ancora più antico.